# Proconura orientalis
Proconura orientalis är en stekelart som först beskrevs av Husain, Rauf och Kudeshia 1985.  Proconura orientalis ingår i släktet Proconura och familjen bredlårsteklar. Inga underarter finns listade i Catalogue of Life.